# Stanisław Walenty Kaźmierczak
Stanisław Walenty Kaźmierczak ps. Żyleta (ur. 9 grudnia 1914 w Röllinghausen w Cesarstwie Niemieckim, zm. 2 stycznia 2003 w Poznaniu) – polski piłkarz grający na pozycji pomocnika. Reprezentant kraju (1947).

## Życiorys
Był piłkarzem poznańskich zespołów, ligowcem w barwach Warty – debiutował w tym zespole w roku 1936. Po wybuchu II wojny światowej uczestniczył w kampanii wrześniowej i jako ranny podporucznik dostał się do niewoli. Lata okupacji spędził za drutami w Oflagu II C Woldenberg (w dzisiejszym Dobiegniewie). Tam włączył się w działalność organizacyjną i grał w piłkę nożną w obozowej „Warcie”. Po powrocie i rekonwalescencji, w wieku 31 lat wznowił treningi w Warcie. W czerwcu 1947 wystąpił w pierwszym powojennym spotkaniu, które rozegrała reprezentacja Polski (z Norwegią 1:3 w Oslo). Karierę piłkarską zakończył we wrześniu 1949. Później poświęcił się pracy trenerskiej. Pełnił także obowiązki przewodniczącego Sekcji Trenerskiej Wydziału Szkolenia Poznańskiego OZPN. W 1980 r. wszedł w skład Zarządu Poznańskiego OZPN. Jako piłkarz, żołnierz i jeniec wojenny, działacz w organizacjach sportowych i kombatanckich oraz trener i wychowawca, wykonywał swe obowiązki i zadania z pełnym zaangażowaniem. Odznaczony Krzyżem Kawalerskim Orderu Odrodzenia Polski i złotymi odznakami honorowymi Warty, POZPN, PZPN, Zasłużony Działacz Kultury Fizycznej. W 1999 trafił w poczet honorowych członków PZPN. Zmarł 2 stycznia 2003 roku w Poznaniu w wieku 88 lat. Został pochowany 8 stycznia 2003 roku na cmentarzu Górczyńskim w Poznaniu.

## Kariera piłkarska
Występował na boisku na pozycji napastnika, a później pomocnika. Karierę rozpoczynał w Koronie na Łazarzu. Jako wyróżniający się piłkarz tego zespołu (awans do finału Pucharu Rotnickiego 1936) otrzymał propozycję przejścia do ligowej Warty. Już w dwa lata po przejściu do „zielonych” wywalczył z kolegami tytuł wicemistrza Polski. Po zakończeniu wojny kontynuował karierę w Warcie Poznań. W 1946 wywalczył z drużyną wicemistrzostwo Polski, a w 1947 sięgnął po tytuł mistrza Polski. W tym samym roku jedyny raz wystąpił w reprezentacji Polski. 11 czerwca zagrał w meczu – pierwszym powojennym Polaków – z Norwegią.

## Kariera trenerska
W 1950 ukończył kurs instruktorski, a następnie trzyletnie studia trenerskie w Katowicach. Uzyskane kwalifikacje wykorzystał w pracy szkoleniowej w kilku klubach, m.in. w Warcie Poznań, Olimpii Poznań i Victorii Jarocin. Przez dziesięć lat pracował jako związkowy trener okręgowy (1963-73). Organizował kursy instruktorskie i trenerskie, koordynował pracę szkoleniową w klubach, prowadził letnie i zimowe obozy kondycyjne dla juniorów, kierował zespołami reprezentacyjnymi okręgu w rozgrywkach młodzieżowych. Równocześnie był aktywnym działaczem społecznym. Przez pięć lat pełnił obowiązki przewodniczącego Sekcji Trenerskiej Wydziału Szkolenia POZPN, a w następnych latach był jej członkiem, będąc inicjatorem wielu przedsięwzięć. Należał do współorganizatorów Młodzieżowego Ośrodka Piłkarskiego, w którym przez szereg lat prowadził nieodpłatnie zajęcia szkoleniowe.